# Jimmy Bartlett
Jimmy Bartlett, född 1 maj 1908, död 30 juli 1971, var en friidrottare från Kanada. Han deltog vid olympiska sommarspelen 1936.